# Delmore Brothers
Die Delmore Brothers waren ein US-amerikanisches Country-Duo, das vor allem durch seine Auftritte in der Grand Ole Opry zwischen 1932 und 1938 bekannt wurde.

## Leben

### Kindheit und Jugend
Alton (* 25. Dezember 1908; † 9. Juni 1964) und Rabon Delmore (* 3. Dezember 1916; † 4. Dezember 1952) stammten aus den Cumberland Mountains in Alabama. Sie waren die Söhne eines Farmers, der aus Elkmont stammte. Schon früh begannen die beiden Brüder Gitarre zu spielen. Als Rabon zehn Jahre alt wurde, begannen sie zusammen zu musizieren.

### Karriere
Ihre professionelle Karriere begannen die Delmore Brothers mit dem Gewinn eines Fiddle-Wettbewerbes. 1931 spielten sie erfolgreich Columbia Records vor und ein Jahr später, ebenfalls erfolgreich, der Leitung der Grand Ole Opry.
Die Delmore Brothers spielten anfangs eine Blues-orientierte Countrymusik, wobei der Close Harmony Gesang der Brüder von zwei unaufdringlichen Gitarren begleitet wurde. Später wurden die akustischen Gitarren durch Bass, Steel-Guitar und weitere Instrumente ergänzt.
Ab 1932 nahmen die Delmore Brothers zusammen mit Fiddlin’ Arthur Smith Platten auf, bekannt ist unter anderem Black Blossom Rag. Ein Jahr später wechselten die beiden Brüder voll und ganz zu den Bluebird Records, einem Sublabel RCA Victors. Sie spielten weiterhin eine an den Blues angelehnten Stil. Bekannt sind unter anderem der Rounder’s Blues sowie I’ve Got The Big River Blues. Ihr 1931 für Columbia aufgenommene Song Alabama Lullaby wurde zu ihrem Erkennungstitel, den sie zu Anfang jeder Radioshow spielten.
Nach einem Label-Wechsel Mitte der vierziger Jahre zu King Records entwickelten sie sich Richtung Western Swing und vor allem Country Boogie weiter. 1946 erreichte ihr Freight Train Boogie den zweiten Platz der Country-Charts. Die Brüder verwendeten überwiegend selbst geschriebenes Material. Alton alleine komponierte über eintausend Songs. Ab 1943 spielten sie gelegentlich gemeinsam mit Merle Travis und Grandpa Jones unter dem Namen Brown’s Ferry Four Gospel-Musik.
Die Erfolge der Delmore Brothers hielten an bis zum Beginn der fünfziger Jahre. 1951 hatten sie ihren ersten und einzigen Nummer-1-Hit: Blues Stay Away From Me. Rabon starb 1952 an Lungenkrebs. Alton nahm noch ein paar unbedeutende Platten auf, begann zu trinken und starb verarmt am 9. Juni 1964.
In ihrer langen und erfolgreichen Laufbahn haben die Delmore Brothers einen nicht zu unterschätzenden Einfluss auf andere Musiker ausgeübt, wie zum Beispiel die Everly Brothers oder die Louvin Brothers. Das Duo erhielt 2001 postum die höchste Auszeichnung der Country-Musik: Sie wurden in die Country Music Hall of Fame aufgenommen. Des Weiteren erhielten sie Auszeichnungen durch die Alabama Music Hall of Fame sowie, begründet durch ihren frühen Einfluss auf den Rockabilly, durch die Rockabilly Hall of Fame.

## Diskografie

### Singles
| Jahr             | Titel                                                              | Anmerkungen |
| ---------------- | ------------------------------------------------------------------ | ----------- |
| Columbia Records |                                                                    |             |
| 1933?            | Got The Kansas City Blues / Alabama Lullaby                        |             |
| Decca Records    |                                                                    |             |
| 1940             | Theres Trouble On My Mind / Silver Dollar                          |             |
| 1940             | In The Blue Hills Of Virginia / Old Mountain Dew                   |             |
| 1940             | Make Room In The Lifeboat For Me / Gathering Flowers From The Hill |             |
| 1940             | She Wont Be My Lil Darling / Broken Hearted Lover                  |             |
| Bluebird Records |                                                                    |             |
| 1940             | Raining On The Mountain / That’s How I Feel, So Goodbye            |             |
| 1941             | Will You Be Lonesome Too / Wh Its Time For Whipoorwil              |             |
| 1941             | Gospel Cannonball / Precious Jewel                                 |             |
| 1941             | Last Night I Was Your Only One / Now I Have Bugle To Play          |             |
| 1941             | The Storms Are On The Ocean / Happy On The Mississippi Shore       |             |
| 1941             | Heart Of Sorrow / Promise Me You’ll Always Be Faithful             |             |
| 1941             | That Yodelin' Gal, Miss Julie / Take Me Back To The Range          |             |
| 1942             | I’ll Never Fall In Love Again / New False Hearted Girl             |             |
| King Records     |                                                                    |             |
| 1946             | Sweet Sweet Thing / Prisoner’s Farewell                            |             |
| 1946             | Last Old Shovel / Remember I Feel Lonesome                         |             |
| 1946             | Midnite Special / Why Did You Leave Me Dear                        |             |
| 1946             | Lonely Moon / Be My Little Pet                                     |             |
| 1946             | Last Old Shovel / Remember I Feel Lonesome                         |             |
| 1946             | Midnite Special / Why Did You Leave Me Dear                        |             |
| 1946             | Lonely Moon / Be My Little Pet                                     |             |
| 1946             | Fast Express / I’ve Found An Angel                                 |             |
| 1946             | Hillbilly Boogie / I’m Sorry I Caused You To Cry                   |             |
| 1946             | I’m Lonesome Without You / She Left Me Standing On The Mountain    |             |
| 1946             | Don’t Forget Me / Midnite Train                                    |             |
| 1946             | Freight Train Boogie / Somebody Else’s Darling                     |             |
| Decca Records    |                                                                    |             |
| 1947             | Honey I’m Ramblin' Away / I’m Leavin' You                          |             |
| 1947             | Gospel Cannonball / Precious Jewel                                 |             |
| King Records     |                                                                    |             |
| 1947             | Mississippi Shore / Browns Ferry Blues                             |             |
| 1947             | Boogie Woogie Baby / Born To Be Blue                               |             |
| 1947             | Harmonica Blues / Rounders Blues                                   |             |
| 1948             | Used Car Blues / Barnyard Boogie                                   |             |
| 1948             | Mobile Boogie / Waitin' For That Train                             |             |
| 1948             | Darby’s Ram / Take It On Out The Door                              |             |
| 1948             | Take It To The Captain / Peach Tree Street Boogie                  |             |
| 1948             | Shame On Me / Stop That Boogie                                     |             |
| 1948             | Now I’m Free / Fifty Miles To Travel                               |             |
| 1949             | Weary Day / Down Home Boogie                                       |             |
| 1949             | Wrath Of God / Calling To That Other Shore                         |             |
| 1949             | Blues Stay Away From Me / Going Back To Blue Ridge Mountains       |             |
| 1949             | Pan American Boogie / Trouble Ain’t Nothin' But The Blues          |             |
| 1950             | Sand Mountain Blues / I Swear By The Stars                         |             |
| 1950             | Some Day You’ll Pay / My Heart Will Be Crying                      |             |
| 1950             | Blues You Never Lose / Life’s Too Short                            |             |
| 1951             | I Let The Freight Train Carry Me On / Please Be My Sunshine        |             |
| 1951             | Gotta Have Some Lovin' /?                                          |             |
| 1951             | Lonesome Day / Everybody Lovers Her                                |             |
| 1951             | Tennessee Choo Choo / Who’s Gonna Be Lonesome For Me               |             |
| 1951             | Girl By The River / There’s Something Bout Love                    |             |
| 1951             | I Won’t Be Worried Long / Good Time Saturday Night                 |             |
| 1951             | Heartbreak Ridge / Kentucky Woman                                  |             |
| 1951             | I’ll Be There / Steamboat Bill Boogie                              |             |
| 1952             | Muddy Water / Got No Way Of Knowing                                |             |
| 1952             | How You Gonna Get Your Lovin' Done / I Said Goodnight My Darling   |             |
| 1952             | That Old Train / I Needed You                                      |             |
| 1953             | What'cha Gonna Give Me / Trail Of Time                             |             |
| Starday Records  |                                                                    |             |
| 195?             | Blues Stay Away From Me / Freight Train Boogie                     |             |
| King Records     |                                                                    |             |
| 1959             | Blues Stay Away From Me / Muddy Water                              |             |
| 1960             | Silver Threads Among The Gold / Let Your Conscience Be Your Guide  |             |
| 1962             | Blues Stay Away From Me / Trouble Ain’t Nothing But The Blues      |             |
| 1964             | Freight Train Boogie / Sweet Sweet Thing                           |             |
| Starday Records  |                                                                    |             |
| 196?             | Blues Stay Away From Me / Freight Train Boogie                     |             |
| Gusto Records    |                                                                    |             |
| 1978             | Blues Stay Away From Me / Freight Train Boogie                     |             |

### Alben
- 1957: Sacred Songs
- 1958: All Time Favorite Songs
- 1962: 30th Anniversary Album
- 1964: In Memory
- 1964: In Memory, Volume 2
- 1966: Wonderful Sacred Songs
- 1966: 24 Great Country Songs
- 1970: Best Of The Delmore Brothers
- 1975: The Best Of The Delmore Brothers
- 1983: Volume 1 – Weary Lonesome Blues
- 1984: Volume 2 – Singing My Trouble Away
- 1985: Volume 3 – Early Sacred Songs
- 1985: Volume 4 – Lonesome Yodel Blues
- 1985: When They Let The Hammer Down (mit Wayne Raney)
- 1994: Freight Train Boogie
- 1995: Sand Mountain Blues
- 1995: Brown’s Ferry Blues
- 2002: Introduced Into The Country Music Hall Of Fame 2001
- 2004: Classic Cuts: 1933–1941 (4 CDs)
- 2005: Blues Stay Away From Me 1931–1951 (2 CDs)
- 2005: Fifty Miles To Travel
- 2006: Vol. 2 – The Later Years – 1933–1952 (4 CDs)